# Selleola
Selleola é um género botânico pertencente à família Caryophyllaceae.